# Ekibastuz FK
Ekibastuz FK (Kazachs Екібастұз ФК) is een voetbalclub uit de gelijknamige stad in Kazachstan.
De club moet vooral niet verward worden met Ekibastuzec Ekibastuz FK (Kazachs Екібастұзец Екібастұз ФК), een club afkomstig uit de regio Ekibastuz en die ook een aantal jaren - onder diverse namen - in de Topdivisie, Superliga en Premjer-Liga speelde. Zelfs op sommige Kazachse websites worden de twee clubs tot op heden met elkaar verward. Ekibastuz FK is dus afkomstig uit de hoofdplaats zelf van de regio.
De club werd in 2003 opgericht in Pavlodar en speelde tot en met 2007 onder de naam Energetïk FK Pavlodar (Kazachs Энергетик ФК Павлодар). Begin 2008 verhuisde de club naar de stad Ekibastuz om aldaar verder te gaan onder de naam Energetïk-2 FK Ekibastuz (Kazachs Энергетик-2 ФК Екібастұз). In 2009 nam de club de huidige naam aan. De club speelt in het Şaxterstadion in Ekibastuz, net als voorheen de bijna-naamgenoot Ekibastuzec.

## Erelijst
-

## Naamsveranderingen
Alle naamswijzigingen van de club op een rijtje:
| Jaar (Datum) | Nieuwe naam (Russisch: Nederlandse transcriptie) (Kazachs: Qaydar-transcriptie) | Nieuwe Russische naam (t/m 1991) | Nieuwe Kazachse naam (vanaf 1992) |
| ------------ | ------------------------------------------------------------------------------- | -------------------------------- | --------------------------------- |
| 2003         | Energetïk FK Pavlodar                                                           |                                  | Энергетик ФК Павлодар             |
| 2008         | Energetïk-2 FK Ekibastuz                                                        |                                  | Энергетик-2 ФК Екібастұз          |
| 2009         | Ekibastuz FK                                                                    |                                  | Екібастұз ФК                      |

Akademija ·
Aqjaıyq ·
Aqtöbe B ·
FC Arys ·
Astana FK-M ·
Ekibastuz ·
Jeńis ·
Kairat-Zhas ·
Kyran Shymkent ·
Yelimay Semay ·
Taraz ·
FC Khan Tengri ·
Turan ·
FC Turkistan ·
Zhas Kyran Almati
Premjer-Liga · 
birinşi lïgası ·
Beker van Kazachstan · 
Supercup van Kazachstan

Kazachse deelnemers aan de AFC-toernooien · 
Kazachse deelnemers aan de UEFA-toernooien

Kazachse voetbalbond · 
Kazachs voetbalelftal